# Kecamatan Serasan Timur
Kecamatan Serasan Timur är ett distrikt i Indonesien.   Det ligger i provinsen Kepulauan Riau, i den nordvästra delen av landet, 1 000 km norr om huvudstaden Jakarta. Kecamatan Serasan Timur ligger på ön Pulau Serasan.